# Heidekrug (Müncheberg)
Heidekrug ist ein bewohnter Gemeindeteil der Stadt Müncheberg im Landkreis Märkisch-Oderland in Brandenburg.

## Geografische Lage
Der Ort liegt im äußersten Südwesten der Gemarkung und grenzt im Norden an die Gemeinde Rehfelde und im Südwesten an die Gemeinde Grünheide (Mark). Er liegt unmittelbar an der Bundesstraße 1, die von Westen kommen in östlicher Richtung durch den Ort führt. Der westliche Teil liegt im Roten Luch, einem Teil der Buckower Rinne. Der östliche Teil ist bewaldet und ist Bestandteil der Hinterheide, einem Waldgebiet. Der Stöbber fließt von Nordosten kommend in südwestlicher Richtung durch den Ort. Die Fläche steigt von 43,6 m ü. NHN Meter im westlichen Bereich nach Westen hin auf 44,7 m ü. NHN Meter an.

## Geschichte
Das Etablissement wurde erstmals als Heyde=Krug im Jahr 1772 urkundlich erwähnt, nachdem dort 1749 von der Stadt Müncheberg ein Forsthaus angelegt worden war. Die Schreibweise änderte sich auf Der neue Krug im Jahr 1775 zu auf dem Heidekrug (1786). Im Jahr 1791 wurde das Forsthaus mit Krug Hohenfließ Heidekrug genannt. Es erschien im Jahr 1801 als Forsthaus und Krug unweit Hoppegarten an der Poststraße in der Müncheberger Stadtheide mit einer Feuerstelle (=Haushalt). Die Bezeichnung änderte sich erneut im Jahr 1805 zu Hohenflies oder Heidekrug. Es war zunächst ein Wohnplatz von Müncheberg, wurde aber 1860 nach Hoppegarten eingemeindet. Der Heidekrug bestand im Jahr 1818 aus dem Krug und einer Feuerstelle. Im Jahr 1840 wurde von einem Wohngebäude sowie dem Krug, im Jahr 1864 von einem Gasthof mit einem Wohngebäude berichtet. Im Jahr 1927 bestand dort ein Forsthaus mit einer Försterei.

## Bevölkerungsentwicklung
| Jahr      | 1772 | 1791 | 1798 | 1801 | 1818 | 1840 | 1864 | 1871 | 1885 | 1895 | 1905 | 1925 |
| Einwohner | 3    | 10   | 6    | 5    | 9    | 8    | 11   | 16   | 6    | 5    | 6    | 5    |